# Megalopelma socium
Megalopelma socium är en tvåvingeart som först beskrevs av Oskar Augustus Johannsen 1910.  Megalopelma socium ingår i släktet Megalopelma och familjen svampmyggor.
Artens utbredningsområde är New York. Inga underarter finns listade i Catalogue of Life.